# Disulfite

Struktur des Disulfit-Ions

Disulfite werden auch Pyrosulfite oder Disulfate(IV) genannt und sind Salze der in freier Form nicht existenten Dischwefligen Säure (H2S2O5). Die Disulfite haben die allgemeine Formel M2S2O5 (mit M = einwertiges Metall, wie K oder Na). Sie können als eine Additionsverbindung von Schwefeldioxid SO2 und Schwefliger Säure H2SO3 aufgefasst werden.
Formal liegt den Disulfiten die Dischweflige Säure zugrunde, welche auch Pyroschweflige Säure oder Dischwefelsäure(IV) genannt wird. Dischweflige Säure konnte als Substanz bisher nicht isoliert werden, sie ist nur in Form ihrer Salze beständig.

## Synthese
Disulfite bilden sich beim Einleiten von SO2 in wässrige Lösungen von Alkalihydrogensulfiten.
Beim Einengen einer Lösung von Hydrogensulfiten bilden sich unter Wasserabspaltung Disulfite.
{\displaystyle {\ce {2 HSO3^- <=> [O_2S-SO_3]^2- + H2O}}}

## Eigenschaften
Das Disulfit-Anion verfügt über eine recht lange, wenig stabile Schwefel-Schwefel-Bindung: [O2S–SO3]2−  (220,5 pm; die Länge einer typischen S–S-Einfachbindung liegt bei 208 pm). In wässriger Lösung erfolgt daher leicht eine Hydrolyse in Hydrogensulfite HSO3−.

## Verwendung
Disulfite finden die gleiche praktische Verwendung wie die Sulfite und können als Reduktionsmittel eingesetzt werden. Als Lebensmittelzusatzstoff werden sie als Konservierungsmittel, Antioxidationsmittel oder Farbstabilisator eingesetzt.

## Beispiele
- Natriumdisulfit
- Kaliumdisulfit
- Calciumdisulfit